# Vuelta a Asturias 2023
La Vuelta a Asturias 2023, sessantaseiesima edizione della corsa, valida come prova dell'UCI Europe Tour 2023 categoria 2.1, si svolse in tre tappe dal 28 al 30 aprile su un percorso di 511,1 km con partenza ed arrivo a Oviedo nelle Asturie in Spagna. La vittoria fu appannaggio dell'italiano Lorenzo Fortunato, il quale completò il percorso in 12h42'33", alla media di 40,206 km/h precedendo i colombiani Einer Rubio e Iván Sosa.
Sul traguardo di Oviedo 89 ciclisti, su 101 partiti, portarono a termine la competizione.

## Tappe
| Tappa  | Data      | Percorso                   | km    | Vincitore di tappa | Leader cl. generale |
| ------ | --------- | -------------------------- | ----- | ------------------ | ------------------- |
| 1ª     | 30 aprile | Oviedo > Pola de Lena      | 182   | Damien Howson      | Damien Howson       |
| 2ª     | 1º maggio | Candás > Cangas del Narcea | 182,6 | Lorenzo Fortunato  | Lorenzo Fortunato   |
| 3ª     | 2 maggio  | Cangas del Narcea > Oviedo | 146,5 | Pelayo Sánchez     | Lorenzo Fortunato   |
| Totale | Totale    | Totale                     | 511,1 |                    |                     |

## Squadre e corridori partecipanti
| N.    | Cod. | Squadra                     |
| ----- | ---- | --------------------------- |
| 1-7   | MOV  | Movistar Team               |
| 11-17 | CJR  | Caja Rural-Seguros RGA      |
| 21-27 | BBH  | Burgos-BH                   |
| 31-37 | EUS  | Euskaltel-Euskadi           |
| 41-47 | EKP  | Equipo Kern Pharma          |
| 51-57 | EOK  | Eolo-Kometa Cycling Team    |
| 61-67 | BEB  | Bolton Equities Black Spoke |
| 71-77 | EFL  | Efapel Cycling              |

| N.      | Cod. | Squadra                            |
| ------- | ---- | ---------------------------------- |
| 81-87   | VSC  | NSJBI Victoria Sports Cycling Team |
| 91-97   | EHE  | Electro Hiper Europa               |
| 101-107 | ALL  | Aviludo-Louletano-Loulé Concelho   |
| 111-117 | Q36  | Q36.5 Pro Cycling Team             |
| 121-127 | TEN  | TotalEnergies                      |
| 131-137 | TNN  | Team Novo Nordisk                  |
| 141-147 | GLC  | Global 6 Cycling                   |

## Dettagli delle tappe

### 1ª tappa
- 28 aprile: Oviedo > Pola de Lena – 182 km

Risultati
| Pos. | Corridore         | Squadra | Tempo    |
| ---- | ----------------- | ------- | -------- |
| 1    | Damien Howson     | Q36.5   | 4h39'58" |
| 2    | Vincenzo Albanese | Eolo    | a 4"     |
| 3    | Roger Adrià       | Kern    | s.t.     |

| Pos. | Corridore         | Squadra | Tempo    |
| ---- | ----------------- | ------- | -------- |
| 1    | Damien Howson     | Q36.5   | 4h39'58" |
| 2    | Vincenzo Albanese | Eolo    | a 8"     |
| 3    | Roger Adrià       | Kern    | a 10"    |

### 2ª tappa
- 29 aprile: Candás > Cangas del Narcea – 182,6 km

Risultati
| Pos. | Corridore         | Squadra  | Tempo    |
| ---- | ----------------- | -------- | -------- |
| 1    | Lorenzo Fortunato | Eolo     | 4h35'11" |
| 2    | Einer Rubio       | Movistar | a 27"    |
| 3    | Iván Sosa         | Movistar | s.t.     |

| Pos. | Corridore         | Squadra  | Tempo    |
| ---- | ----------------- | -------- | -------- |
| 1    | Lorenzo Fortunato | Eolo     | 9h15'03" |
| 2    | Einer Rubio       | Movistar | a 31"    |
| 3    | Iván Sosa         | Movistar | a 33"    |

### 3ª tappa
- 30 aprile: Cangas del Narcea > Oviedo – 146,5 km

Risultati
| Pos. | Corridore         | Squadra       | Tempo    |
| ---- | ----------------- | ------------- | -------- |
| 1    | Pelayo Sánchez    | Burgos-BH     | 3h27'13" |
| 2    | Lorenzo Fortunato | Eolo          | a 17"    |
| 3    | Steff Cras        | TotalEnergies | s.t.     |

| Pos. | Corridore         | Squadra  | Tempo     |
| ---- | ----------------- | -------- | --------- |
| 1    | Lorenzo Fortunato | Eolo     | 12h42'33" |
| 2    | Einer Rubio       | Movistar | a 31"     |
| 3    | Iván Sosa         | Movistar | a 33"     |

## Evoluzione delle classifiche
| Tappa             | Vincitore         | Classifica generale Maglia blu | Classifica scalatori Maglia a pois | Classifica punti Maglia verde | Classifica giovani Maglia bianca | Classifica a squadre |
| ----------------- | ----------------- | ------------------------------ | ---------------------------------- | ----------------------------- | -------------------------------- | -------------------- |
| 1ª                | Damien Howson     | Damien Howson                  | Ollie Jones                        | Damien Howson                 | Abel Balderstone                 | Movistar Team        |
| 2ª                | Lorenzo Fortunato | Lorenzo Fortunato              | Ollie Jones                        | Damien Howson                 | Fernando Tercero                 | Euskaltel-Euskadi    |
| 3ª                | Pelayo Sánchez    | Lorenzo Fortunato              | Ollie Jones                        | Vincenzo Albanese             | Fernando Tercero                 | Euskaltel-Euskadi    |
| Classifica finale | Classifica finale | Lorenzo Fortunato              | Ollie Jones                        | Vincenzo Albanese             | Fernando Tercero                 | Euskaltel-Euskadi    |

Maglie indossate da altri ciclisti in caso di due o più maglie vinte
- Nella 2ª tappa Vincenzo Albanese ha indossato la maglia verde al posto di Damien Howson.

## Classifiche finali

### Classifica generale - Maglia blu
| Pos. | Corridore          | Squadra       | Tempo     |
| ---- | ------------------ | ------------- | --------- |
| 1    | Lorenzo Fortunato  | Eolo          | 12h42'33" |
| 2    | Einer Rubio        | Movistar      | a 31"     |
| 3    | Iván Sosa          | Movistar      | a 33"     |
| 4    | Damien Howson      | Q36.5         | a 34"     |
| 5    | Steff Cras         | TotalEnergies | a 44"     |
| 6    | Roger Adrià        | Kern Pharma   | s.t.      |
| 7    | Gianluca Brambilla | Q36.5         | a 48"     |
| 8    | Joaquim Silva      | Efapel        | s.t.      |
| 9    | Mikel Bizkarra     | Euskaltel     | s.t.      |
| 10   | Fernando Tercero   | Eolo          | a 59"     |

### Classifica a punti - Maglia verde
| Pos. | Corridore          | Squadra       | Punti |
| ---- | ------------------ | ------------- | ----- |
| 1    | Vincenzo Albanese  | Eolo          | 40    |
| 2    | Damien Howson      | Q36.5         | 39    |
| 3    | Steff Cras         | TotalEnergies | 38    |
| 4    | Einer Rubio        | Movistar      | 37    |
| 5    | Gianluca Brambilla | Q36.5         | 33    |

### Classifica scalatori - Maglia a pois
| Pos. | Corridore         | Squadra  | Punti |
| ---- | ----------------- | -------- | ----- |
| 1    | Ollie Jones       | Bolton   | 22    |
| 2    | Lorenzo Fortunato | Eolo     | 13    |
| 3    | Pelayo Sánchez    | Movistar | 12    |
| 4    | Nícolas Sessler   | Global   | 11    |
| 5    | Einer Rubio       | Movistar | 10    |

### Classifica giovani - Maglia bianca
| Pos. | Corridore        | Squadra    | Punti     |
| ---- | ---------------- | ---------- | --------- |
| 1    | Fernando Tercero | Eolo       | 12h43'32" |
| 2    | Pelayo Sánchez   | Movistar   | a 1'52"   |
| 3    | Abel Balderstone | Caja Rural | a 5'02"   |
| 4    | Pablo Castrillo  | Kern Ph.   | a 11'41"  |
| 5    | Jose Luis Faura  | Electro    | a 11'45"  |

### Classifica a squadre
| Pos. | Squadra                  | Tempo     |
| ---- | ------------------------ | --------- |
| 1    | Euskaltel-Euskadi        | 38h13'39" |
| 2    | Equipo Kern Pharma       | a 3'20"   |
| 3    | Burgos-BH                | a 2'02"   |
| 4    | Eolo-Kometa Cycling Team | a 3'44"   |
| 5    | Movistar Team            | a 3'56"   |